# Skótdudások (Így jártam anyátokkal)
A Skótdudások az Így jártam anyátokkal című televízió-sorozat ötödik évadának hatodik epizódja. Eredetileg 2009. november 2-án vetítették, míg Magyarországon egy évvel később, 2010. október 11-én.
Ebben az epizódban Lily és Marshall párkapcsolati problémákkal küszködnek, Ted pedig úgy érzi, talán Robin és Barney is.

## Cselekmény
Jövőbeli Ted elmeséli, hogy 2009 őszén új szomszédok érkeztek a felettük lévő lakásba. Egy nagy probléma van velük, hogy nagyon hangosan "skótdudálnak" (Ted eufemizmusa a gyerekeinek arra nézve, hogy egyfolytában szexelnek). Tedet ez nagyon idegesíti, ahogy az is, hogy látja, a barátai mind párkapcsolati problémákkal küzdenek. A bárban Barney ugyanis arról kezd el panaszkodni, hogy szerinte Marshall és Lily el fognak válni, ugyanis Marshall szó nélkül elmosogatott, amikor Lily azt mondta neki. Állítása szerint vele ezt soha nem lehetne megcsinálni, és hogy ő és Robin sosem veszekednek. A valóságban ez azért van, mert mindketten kényszeresen kerülik a konfliktust, valahányszor arra okot adó körülmény történik: Barney olyankor mindig lelép, Robin pedig levetkőzik. Amikor megérkezik Marshall, Barney vele is közli elméletét. Meggyőzi arról Marshallt, hogy egyáltalán nem kell elmosogatnia, ha nem szeretne, és ehhez előad egy fantáziaszüleményt is, amely annyira hatásos, hogy Marshall már magától mondja azt, hogy ő utál mosogatni – hiába mondja Ted, hogy Barney téved. Barney és Robin ezután elutaznak egy sítúrára, Marshall pedig megfogadja, hogy megmondja Lilynek, hogy nem fog azonnal elmosogatni, ha ő azt mondja. Ted szerint ez egy rossz ötlet, ezért kötnek egy pofogadást.
Természetesen Lily kidobja Marshallt, ugyanis a veszekedésük eszkalálódott, és már mindent felhoznak a másikkal szemben. Ted pofonvágja Marshallt, majd engedi, hogy nála maradjon egy kicsit. Közben feltűnik neki, hogy Robin és Barney gyanúsan jól viselkednek, nagyon olyanok, mint egy tökéletes pár. Marshall elmondja, hogy amikor Barney módszerével próbálkozott, ott siklott ki az egész, hogy valahogy arra terelődött a szó: ő több pénzt keres, mint Lily. Marshall még több ostoba tanácsot kap Barneytól, míg Ted szerint egyszerűen csak el kellene mosogatnia, de ő erre nem hajlandó a büszkesége miatt. Megjelenik Robin is, és csöpögős beceneveken szólítják egymást Barneyval, ami Tednek gyanús lesz, hiszen Robin utálja a beceneveket. Aznap este ráadásul a felette lakók is "skótdudálnak", amiből elege lesz, és felmegy, hogy beolvasson nekik – míg meg nem látja, hogy ez egy idős házaspár. Nem meri őket kiosztani, hanem távozik, és közben eszébe jut a megoldás. Megkeresi Philt, a Barney alatt lakó fickót. A jelenlétében már Barney és Robin is kénytelenek bevallani, hogy gyakran veszekednek. Először a síliftben történt ez, mert beszorultak, és Barney nem tudott lelépni, Robin pedig levetkőzni. Közben Marshall és Lily tovább veszekednek, és Lily már főzni sem hajlandó.
Végül Robin és Barney kénytelenek bevallani, milyen rémes a kapcsolatuk, Ted pedig elégedett, mert igaza volt. Lily eközben magának főz, de Marshall kedvencét. Ahogy kiderül Robin és Barney erőszakossága egymással szemben, Lily és Marshall rájönnek, milyen nyugodt az ő kapcsolatuk, és megbocsátanak egymásnak. Robin és Marshall ki vannak akadva, mert mindkettejüknek be kellett ismerni a vereséget, márpedig egyiküknek nyernie kell. Lily és Marshall elmondják nekik, hogy ez nem igaz, nem így kell működnie. Most, hogy Lily és Marshall kibékültek, az alattuk lakó házaspár zaklatottá válik, mert a fejük felett állandóan "skótdudálnak".

## Kontinuitás
- Marshall szerint neki már akkor komoly kapcsolata volt, amikor Barney még lófarkas volt és Dave Matthews Band számokat játszott. Ez igaz, mert Barney hippikorszaka 1998-ban volt, ő és Lily pedig 1996 óta vannak együtt.
- Barney ismét a kedvenc számát, a 83-ast használja a statisztikájában.
- Marshall és Ted pofogadást kötnek, de pofogadási biztos nélkül.
- Ted ismét eufemizál a gyerekei előtt.
- Az egyik visszaemlékezésben, amikor Robin mérges lesz Barneyra, mert talál egy zsák fehérneműt, azon az "April 2008" felirat látható. Magyarra ezt 2008. áprilisként fordították, ugyanakkor ez egy utalás az "Ismerlek?" című epizódra, ami 2008 szeptemberében játszódott, és Barney egy April nevű lánmyt szedett fel.

## Jövőbeli visszautalások
- Marshall a "Nagy napok" című részben sem képes összefüggő szavakkal vitatkozni Lilyvel.
- Ted és Robin a "Dadagondok" című részben vitatkoznak azon, melyikük kapcsolata tökéletesebb.

## Érdekességek
- Ted azt állítja, hogy Robin utálja a beceneveket. A "Hol is tartottunk?" című részben ennek ellenére őt "Teddymackónak" nevezi, ő pedig a szeme kékségét dicséri.
- Ez az egyetlen alkalom a sorozat során, amikor Marshall veszít bármiben is.
- Lily és Marshall nem használják a veszekedésük során a szünet-gombot.
- Barney az egyik jelenetben egy olyan újságot olvas, melyben az egyik cikk az őt alakító Neil Patrick Harrisről szól.

## Zene
- Explosion - Potent

## Vendégszereplők
- Sam Stefanski - Phil